# سس بال
سس بال (هلندی: Cees Bal؛ زادهٔ ۲۱ نوامبر ۱۹۵۱) دوچرخه‌سوار اهل هلند است.
از باشگاه‌هایی که در آن رکاب زده‌است می‌توان به تیم دوچرخه‌سواری مرسیه و مولتنی اشاره کرد.